# 普佐尔米内尔瓦 (奥德省)
普佐尔米内尔瓦（法語：Pouzols-Minervois）是法国奥德省的一个市镇，属于纳博讷区（Narbonne）吉内斯塔县（Ginestas）。该市镇2009年时的人口为547人。

## 人口
普佐尔米内尔瓦人口变化图示
| 数据来源：INSEE |